# Рачни Врх
Рачни Врх (словен. Račni Vrh) је насељено место у општини Домжале, Средњесловенска регија, Словенија.

## Историја
До територијалне реорганизације у Словенији био је у саставу старе општине Домжале.

## Становништво
У попису становништва из 2011. године, Рачни Врх је имао 91 становника.
| Број становника према пописима | Број становника према пописима | Број становника према пописима |
| ------------------------------ | ------------------------------ | ------------------------------ |
| 1991                           | 2002                           | 2011                           |
| 44                             | 55                             | 91                             |

Напомена: До 1946. исказивано под именом Лачни Врх.